# One for the Road (Russell)
One for the Road is een komedie van Willy Russell in twee bedrijven, in haar definitieve vorm voor het eerst opgevoerd in het Lyric Theatre in Londen op 21 oktober 1987, maar geschreven in 1976 en in dat jaar reeds in Manchester opgevoerd onder de naam Painted Veg and Parkinson. Het stuk is een satire op de consumptiemaatschappij en de middenklasse. One for the Road speelt zich af in het Thatcheriaanse Engeland van de jaren tachtig en parodieert het leven van parvenu’s in een gegoede buitenwijk (het zogeheten Suburbia). Het is een stuk voor vier acteurs.

## Ontstaansgeschiedenis
Russell voltooide het manuscript van zijn stuk tijdens de hittegolf van 1976 op het eiland Mull; de oorspronkelijke titel was Tupperware Man. Het stuk zou met deze titel in Manchester opgevoerd worden, maar terwijl de eerste repetities aan de gang waren, nam een juridisch verantwoordelijke van de firma Tupperware contact op met de auteur: die nam aanstoot aan het feit dat een van de personages insinueert dat Tupperware-dozen lastig te openen zouden zijn. Daarop werd de titel veranderd in Painted Veg and Parkinson, maar deze titel beviel vrijwel niemand. Een volgende titelwijziging was Dennis the Menace, maar dit leidde tot een misverstand in Norwich, waar een hele groep kinderen het theater wilde bezoeken: zij dachten dat het stuk over de gelijknamige figuur uit The Beano zou gaan. De uiteindelijke titel was een suggestie van Russells echtgenote.

## Samenvatting
Er zijn geen scènewissels. Het decor is een mondaine villa in een buitenwijk van een Noord-Engelse stad, met een chique woonkamer annex keuken en alle moderne voorzieningen, waaronder een stereoketen. Bij aanvang van het eerste bedrijf luistert Dennis via zijn koptelefoon naar het album Blue van Joni Mitchell.

### Eerste bedrijf
Dennis Cain is een succesvol manager bij een bedrijf dat centrale verwarming verkoopt en behoort tot een nieuwe generatie middenklassers, die geprofiteerd hebben van het economische beleid van de jaren tachtig. In tegenstelling tot zijn ‘working-class’ ouders heeft hij een comfortabele kantoorbaan en bezit hij zijn eigen huis: hij en zijn vrouw Pauline zijn yuppies bij uitstek. Desalniettemin is Dennis een buitenbeentje in de wijk: hij neemt nooit deel aan de vergaderingen van de burgerwacht, hij schrijft gedichten en houdt zich in het algemeen afzijdig. Hij jogt zelfs niet. Er is weer eens obscene graffiti gespoten: Pauline vindt dat hun kind beter niet meer met die Parnes-kinderen kan omgaan. Op de familie Parnes wordt neergekeken: de kinderen van dat gezin zitten ongetwijfeld achter de onthoofdingen van verschillende tuinkabouters in de wijk. Ze is er eveneens van overtuigd dat het die kinderen zijn die hun zoontje John woorden als ‘cock’ en ‘fuck’ hebben bijgebracht, en dat moeder Parnes constant CND-badges draagt, maakt haar zeer verdacht. Het is Dennis’ veertigste verjaardag: zijn ouders zijn uitgenodigd op een etentje, evenals hun buren Jane en Roger, een prominent echtpaar dat zich in de wijk hevig engageert. Jane is hoofd van de plaatselijke karatevereniging. Pauline vindt de muziek van Dennis te mistroostig en wil liever John Denver spelen. Dennis verklaart dat hij John Denver verafschuwt. Dat is bizar: iedereen in de wijk is een hevige John Denver-fan. Dennis’ ouders zijn de weg kwijtgeraakt omdat alle huizen in deze wijk er hetzelfde uitzien: ergens daarbuiten dolen ze rond.
Roger en Jane komen binnen. Roger discussieert met Dennis over rode wijn en geeft hem zijn verjaardagscadeau: het blijkt een plaat van John Denver te zijn. Roger en Jane zijn in shock omdat iemand hun moestuintje met wittekool vernield heeft en op de serre graffiti van borsten heeft gespoten. Roger en Dennis zijn even alleen, en Roger leert Dennis een spelletje dat hij normaliter met Jane speelt, namelijk het ‘Wogan-spel’. Dit houdt in dat iemand Terry Wogan als radiopresentator speelt en de andere persoon de geïnterviewde. In de tussentijd legt Jane Pauline uit dat een goed seksleven streng gestructureerd moet zijn: op het gebied van seksuele bevrediging mag men niets aan het toeval overlaten. Ze is vrij zeker dat Dennis’ aberrante gedrag aan te enge onderbroeken te wijten is. Wanneer ze Dennis’ antieke Queen Anne-schrijftafel open wil breken omdat ze denkt dat er pornografie in zit, verwondt ze haar hand. Ondertussen verbrandt het eten in de oven. De tuinkabouters zijn onthoofd, tot groot verdriet van Pauline.

### Tweede bedrijf
Het gezelschap heeft van een afhaalchinees gebruikgemaakt, maar Dennis’ ouders hebben het huis nog steeds niet gevonden. Roger houdt een monoloog waarin hij de glorie van Tupperware beschrijft. Dennis vertelt over een droom die hij had, waarin de hele wereld en alles wat hij aanraakte in Tupperware veranderde. Dennis verheugt zich niet over de aanstaande vakantie in Spanje; hij wil veel liever naar India. Hij realiseert zich dat hij veertig is en zijn midlifecrisis komt tot uiting. Hij neemt zijn elpees uit hun hoes, brengt ze naar de tuin en gooit ze zo ver mogelijk weg. Roger doet mee: Neil Diamond zal het immers ‘nog ver brengen’. Jane neemt Dennis terzijde: ze zegt hem dat hij haar gerust kan toevertrouwen dat al zijn problemen aan voortijdige zaadlozing liggen. Dennis wil haar zijn penis tonen om te bewijzen dat er niets aan schort. Hij herinnert Jane aan hoe ze vroeger was, voordat ze deel van het establishment werd en toen hij nog een oogje op haar had. Hij is vastberaden de wijk te verlaten en haalt zijn rugzak. Alle ruiten van Rogers serre zijn door grammofoonplaten kapot geslagen. Roger raadt Dennis aan, zo snel mogelijk een maîtresse te zoeken; hijzelf heeft er verschillende in de wijk, tot zijn uiterste tevredenheid. Wanneer Dennis hem zegt dat hij het liefst Jane als minnares zou hebben, is Roger verontwaardigd. Meteen daarop verklaart Dennis echter dat hij helemaal niet in Jane geïnteresseerd is, en Roger wordt kwaad: zijn vrouw, zo zegt hij, is namelijk hoogst aantrekkelijk.
Dennis heeft genoeg van het geestelijk dode bestaan in de wijk en wil op goed geluk vertrekken. Jane wil met hem mee, maar Dennis vindt dat onverantwoordelijk: Jane heeft een hypermoderne keuken; het zou werkelijk zonde zijn, die zomaar achter te laten. Dennis wil voorgoed weg uit dit minutieus geregelde en stomvervelende middenklasseleven: hij wil een zwerver zijn, ‘one for the road’. Hij wil erop los trekken en zien waar het lot hem brengt. Roger ontdekt dat Jane volkomen op de hoogte is van alle minnaressen die hij eropna houdt. Jane tracht Roger met haar karateslagen te raken, maar haar hand komt op de oude schrijftafel terecht, die openbreekt. Binnenin ligt een heleboel spuitbussen: Dennis was degene die al die tijd vandalisme in de wijk pleegde en obscene graffiti spoot. Dennis maakt van de gelegenheid gebruik om zijn naam op de blinden te spuiten. Hij verschuilt zich in de keuken terwijl de anderen willen verhinderen dat hij het op een lopen zet. Dennis is ‘gewapend’, want hij heeft een verfspuitbus; Roger bedreigt Dennis echter met een fles afwasmiddel. Er ontstaat een confrontatie: Roger zegt dat Dennis altijd anders dan de rest wilde zijn en dat hij verkeerdelijk dacht op die manier een ‘held’ te kunnen worden. Maar de echte helden van de jaren tachtig zijn de gewone mensen die gaan werken, boodschappen doen en iedereen met rust laten, aldus Roger. Pauline schuift eensklaps een slaapzak over Dennis’ hoofd en Jane bindt hem vast met de slang van een stofzuiger. Dennis weet zich te bevrijden en wil de deur uit lopen. Hij kan het niet. Dennis zet de televisie aan, waarop John Denver aan het zingen is. Nu zijn naam op de blinden gespoten is, hebben zijn ouders echter eindelijk het juiste huis gevonden.

## Opvoeringen
Na enkele opvoeringen in de jaren tachtig werd het stuk in 2013 in Northampton en in 2014 in Bolton opgevoerd. Het stuk wordt bijwijlen voor een klucht aangezien. Een recensent van The Guardian vergeleek One for the Road met het werk van Alan Ayckbourn en de cultklassieker Abigail's Party uit de jaren zeventig.